# شريكآباد ميلوييه (مقاطعة فارياب)
شريكآباد ميلوييه (بالفارسية: شریک‌آباد میلوییه) هي قرية تقع في البلدة المركزية في إيران. يقدر عدد سكانها بـ 163 نسمة .